# Metrópolis (jurisdicción religiosa)
Una metrópolis, jurisdicción religiosa metropolitana o arquidiócesis metropolitana, es una sede episcopal cuyo obispo es el obispo metropolitano de una provincia eclesiástica. Históricamente, las metrópolis han sido ciudades importantes de sus provincias.

## Iglesias ortodoxas
En las Iglesias ortodoxas orientales, una metrópolis (también llamada metropolia o metropolitanato) es un tipo de diócesis, junto con las eparquías, exarcados y arquidiócesis.
En las iglesias de la ortodoxia griega, cada diócesis es una metrópolis, encabezada por un metropolitano, mientras que los obispos auxiliares son los únicos obispos no metropolitanos.
En las iglesias ortodoxas no griegas, principalmente las de habla eslava, se otorga el título de metropolitano a las cabezas de las iglesias autocéfalas o a las de algunas sedes episcopales importantes.
En las Iglesias católicas orientales, un metropolitanato es una Iglesia autónoma de categoría inferior a las Iglesias patriarcales y a las principales iglesias arzobispales y está encabezada por un único metropolitano de una determinada sede episcopal.

## Iglesia católica occidental
En la Iglesia latina o Iglesia occidental de la Iglesia católica, una sede metropolitana es la sede episcopal principal de una provincia eclesiástica. Su ordinario es un arzobispo metropolitano y la sede en sí es una arquidiócesis. Tiene al menos una diócesis sufragánea.
Existen pocas sedes sufragáneas que tienen el rango de archidiócesis, como el caso de la Archidiócesis de Aviñón que es sufragánea de la de Marsella. Otras archidiócesis no metropolitanas están directamente sujetas a la Santa Sede y están simplemente 'agregadas' a una provincia eclesiástica, sin ser parte de ella.